# Вентиляційний стовбур шахти
Вентиляційний стовбур шахти (рос. вентиляционный ствол шахты, англ. ventilation shaft, air shaft; нім. Ausziehschacht, Wetterschacht) — шахтний стовбур, призначений в осн. для провітрювання гірничих виробок (як правило, для видачі вихідного струменя повітря). Іноді використовується також для спуску та підняття людей, породи, спуску кріпильних матеріалів, закладного матеріалу.
Гранично допустима швидкість руху повітря у В.с.ш. не обладнаних постійно діючим підйомом — 15 м/с, в стовбурах, де проводиться спуск і підняття людей — 8 м/с.
Як правило, В.с.ш. має круглу форму, діаметр 4-7 м; кріплення — бетонне. Рідше (на рудних шахтах) застосовують В.с.ш. прямокутної форми з дерев'яним кріпленням.